# Friedrich Karl Arnold Schwassmann
Friedrich Karl Arnold Schwassmann född 25 mars 1870 i Hamburg, död 19 januari 1964 var en tysk astronom.
Minor Planet Center listar honom som upptäckare av 22 asteroider mellan 1898 och 1932. 13 st av dem upptäckte han tillsammans med den tyske astronomen Max Wolf.
Han upptäckte även 4 kometer: 29P/Schwassmann-Wachmann, 31P/Schwassmann–Wachmann och 73P/Schwassmann–Wachmann, tillsammans med den tyske astronomen Arno Arthur Wachmann.
Samt den icke-periodiska kometen C/1930 D1, tillsammans med Arno Wachmann och den amerikanske amatörastronomen Leslie Peltier.
Asteroiden 989 Schwassmannia som han själv upptäckte i november 1922, uppkallades senare efter honom.

## Asteroider upptäckta av Schwassmann
| 435 Ella [A]          | 11 september 1898 |
| 436 Patricia [A]      | 13 september 1898 |
| 442 Eichsfeldia [A]   | 15 february 1899  |
| 443 Photographica [A] | 17 february 1899  |
| 446 Aeternitas [A]    | 27 oktober 1899   |
| 447 Valentine [A]     | 27 oktober 1899   |
| 448 Natalie [A]       | 27 oktober 1899   |
| 449 Hamburga [A]      | 31 oktober 1899   |

| 450 Brigitta [A]   | 10 oktober 1899   |
| 454 Mathesis       | 28 mars 1900      |
| 455 Bruchsalia [A] | 22 maj 1900       |
| 456 Abnoba [A]     | 4 juni 1900       |
| 457 Alleghenia [A] | 15 september 1900 |
| 458 Hercynia [A]   | 21 september 1900 |
| 905 Universitas    | 30 oktober 1918   |
| 906 Repsolda       | 30 oktober 1918   |

| 912 Maritima                           | 27 april 1919    |
| 947 Monterosa                          | 8 februari 1921  |
| 989 Schwassmannia                      | 18 november 1922 |
| 1192 Prisma                            | 17 mars 1931     |
| 1303 Luthera                           | 16 mars 1928     |
| 1310 Villigera                         | 28 februari 1932 |
| Upptäckt tillsammans med: A M. F. Wolf |                  |